# Fonts baptismaux de Brusvily

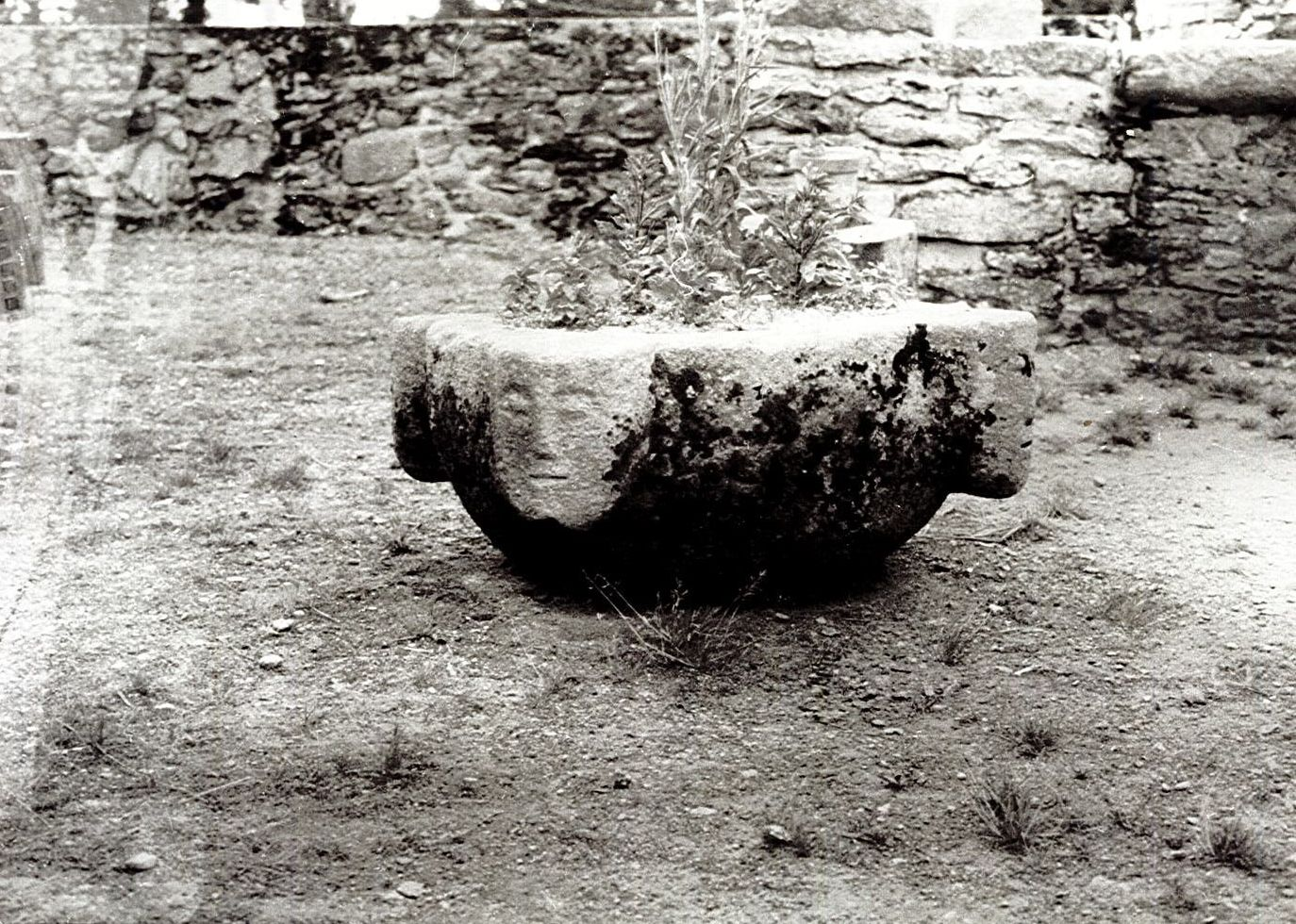
Fonts baptismaux de Brusvily

Les fonts baptismaux de Brusvily, une commune du département des Côtes-d'Armor dans la région Bretagne en France, datent du XVe siècle ou XVIe siècle. Les fonts baptismaux en granite sont inscrits monuments historiques au titre d'objet depuis le 24 novembre 1981.
Cette cuve circulaire, qui se trouve aujourd'hui au presbytère, est ornée de plusieurs mascarons. 